# 金志文
金志文（：／ Kim Jimun，1982年7月12日—），中国大陆歌手、音乐制作人，籍貫吉林省吉林市，朝鮮族。2012年參加《中国好声音》第一季，最終成為楊坤戰隊冠軍，以及獲得全國總決賽殿軍。

## 演艺经历
金志文毕业于吉林艺术学院，2002年开始音乐创作，2005年赴北京发展，2007年开始陆续出版过三张专辑。
2006年，签约北京丰峰尚文化传播有限公司、担任电影《爱的是你》（田壮壮监制）音乐制作人，并且演唱电影主题曲《爱的是你》。
2007年，2月14日出席第六节亚冬会闭幕式演唱会主题曲《亚洲之星》，4月22日受邀参加《大学生音乐节》启动仪式的表演嘉宾、《国际汉语节》主题曲制作、电视剧《北魏皇太后》音乐制作，8月发行首张个人专辑《兄弟小文》，主打歌《左眼皮跳跳》曾风靡网络，虽然歌红人不红，但被选为闫妮和立威廉主演的电视剧《张小五的春天》中的片尾曲。11月30日大连与迪克牛仔同台演出。
2008年，1月12日参加《百度娱乐沸点》颁奖典礼，参加《中国音乐流行榜》开榜仪式，8月22日为杨海彪《今生今世在一起》编配录制和声。
2009年，3月6日由EQ唱片制作发行第二张个人专辑《爱比不爱更寂寞》，5月30日快乐女声腾讯网络直通区评委，7月23日《开心制片人》校内网拍摄，8月18日《欢乐中国行》湖北恩施站，7月31日受邀参加辽宁省新民市第十届荷花节开幕式晚会并演唱歌曲《左眼皮跳跳》，10月与丁于等人共同创作十一届全运会主题曲《相亲相爱》。
2010年，5月27日发行第三张个人专辑《图门江一号》。2011年11月30日参加MIO时尚女鞋2012年新品发布会，现场演唱《左眼皮跳跳》等歌曲。
2012年，8月3日在《中国好声音》的舞台上，金志文曾经的一曲《为爱痴狂》让大家记住了这个哭得稀里哗啦，笑起来很可爱的男生，9月14日《中国好声音》演唱歌曲《走四方》，9月14日《中国好声音导师考核大结局》演唱《没那么简单》。
2012年，携手歌手朱娜，联袂演绎悲伤情歌《怎么唱情歌》，10月首次亮相由崔永元主持的谈话节目《谢天谢地你来啦》的录制现场，10月末在江苏昆山出席2012WCG中国总决赛，并演唱歌曲《空城》，11月携手好友歌手汤晓菲共同发布了两人首次合作的对唱情歌《肩上蝶》，12月携妻子金兰一同出演《明星实习生》番外篇3集。
2012年8月3日，在浙江卫视主办的第一季中国好声音节目中，以一曲刘若英的经典《为爱痴狂》，饱含深情、现场飙泪，并向现场女友求婚成功，感动全场，成功进入杨坤组并最终以第一名身份代表杨坤组出战决赛，取得第一季中国好声音第四名，从此大幅窜红。2002年，开始进行音乐创作，2003年踏入编曲行列 ，2005年新浪网OPPO网络歌曲排行榜以《放手》获季冠军、新浪网全国校园歌曲征集活动《理想》获优秀奖 。在2013年，1月湖南卫视《我是歌手》出任歌手陈明的编曲师，为其改编歌曲《等你爱我》《当我想你的时候》《情人的眼泪》《心痛的感觉》《日不落》《新不了情》，[9]6月加入恒大音乐有限公司，[10]12月3日发行第四张专辑《梦想·家》。
2015年末，参加由芒果TV举办的《我是歌手 誰來踢館》，成功夺得唯一一个终极踢馆歌手的席位，将于2016年以终极踢馆歌手身份参加《我是歌手第四季》，也是继歌手关喆之后，第二位登上《我是歌手》舞台的《中国好声音》学员。
2016年3月11日，登上《我是歌手第四季》的第九期（即终极踢馆赛），最终获得该场的第六名，踢馆失败，且成《我是歌手》第四季突围赛的参赛者之一。同年十月，以「哎呀你是從哪冒出來的九號」身分參加江蘇衛視《蒙面唱將猜猜猜》節目錄製。

## 音樂作品

### 專輯
- 2007年 《兄弟小文》
- 2009年 《愛比不愛更寂寞》
- 2010年 《圖們江一號》
- 2013年 《夢想·家》

### EP
- 2017年 《Hello 1》
- 2017年 《路遥知马力》
- 2018年 《金》
- 2019年 《還好我没在意》
- 2020年 《7.20》

### 單曲
- 2002年《放手》
- 2005年《理想》
- 2006年《爱的是你》
- 2007年《亚洲之星》
- 2009年《相亲相爱》
- 2012年《我们结婚吧》
- 2012年《肩上蝶》
- 2012年《八年》
- 2012年《最远的远方》
- 2013年《写给初恋的一封信》
- 2013年《孝和中国》
- 2013年《时光恋人》
- 2013年《Super Boy》
- 2013年《那盞茶》
- 2013年《老友記》
- 2013年《一個人的城市》
- 2013年《愛情網站》
- 2014年《不再沉睡》
- 2014年《专家》
- 2015年《勇敢的我》
- 2015年《夏洛特烦恼》
- 2015年《塵》
- 2015年《巴黎假期》
- 2015年《恰似你的温柔》
- 2015年《我依然奔跑在路上》
- 2016年《下一站我是你的依靠》
- 2016年《生之门》
- 2016年《Racheal》
- 2016年《燃烧》
- 2016年《抓紧我放弃我》
- 2016年《给你幸福》
- 2016年《认定》
- 2016年《星球高手》
- 2016年《難以啟齒的柔弱》
- 2017年《迷途之光》
- 2017年《It’s Time To Play》
- 2017年《失眠》
- 2017年《那片星空那片海》
- 2017年《建筑师的梦想》
- 2017年《明天》
- 2017年《一望千年》
- 2017年《哭给你听》
- 2017年《故乡老街》
- 2017年《永不消逝》
- 2017年《妹子》
- 2017年《由自己决定》
- 2018年《送你一匹馬》
- 2018年《热血狂篮》
- 2018年《莽荒》
- 2018年《我是谁》
- 2018年《不散場》
- 2019年《遠方》
- 2020年《我想你了》

## 演出作品

### 音樂劇
- 2017年 《阿尔兹记忆的爱情》饰演 曲明

## 外部連結
- 金志文的新浪微博